# Boesemania microlepis
Boesemania microlepis és una espècie de peix de la família dels esciènids i de l'ordre dels perciformes.

## Morfologia
- Els mascles poden assolir 100 cm de longitud total i 18 kg de pes.[1][2][3]

## Alimentació
Menja crustacis i peixets.

## Hàbitat
És un peix de clima tropical i bentopelàgic.

## Distribució geogràfica
Es troba a Àsia: des de Tailàndia fins al Vietnam i Sumatra.

## Ús comercial
Es comercialitza fresc.

## Observacions
És inofensiu per als humans.